# Tupolev Tu-134
Tupolev Tu-134 (V kódu NATO "Crusty") je sovětský dvoumotorový proudový úzkotrupý dopravní letoun vyráběný v letech 1966 až 1989. Původní verze měla ještě prosklený nos letounu podobně jako další sovětské dopravní letouny té doby. Je schopný provozu z nezpevněných letišť.
Šlo o jedno z nejpoužívanějších letadel v zemích bývalé Rady vzájemné hospodářské pomoci.  Letoun se dočkal dlouhodobé služby v přibližně 42 zemích, přičemž některé evropské letecké společnosti plánovaly až 12 vzletů a přistání na letadlo za den. Kromě pravidelné osobní dopravy byl také používán v různých vzdušných silách, armádě a námořních podpůrných rolích – k výcviku pilotů a navigátorů a pro výzkumné a zkušební projekty v oblasti letectví. V uplynulých letech bylo množství Tu-134 přestavěno na VIP letouny a business jety. Celkem bylo postaveno 854 letounů Tu-134 všech verzí (včetně zkušebních strojů) a Aeroflot byl největším uživatelem; do roku 1995 Tu-134 pro tuto leteckou společnost přepravily 360 milionů cestujících.

## Vývoj

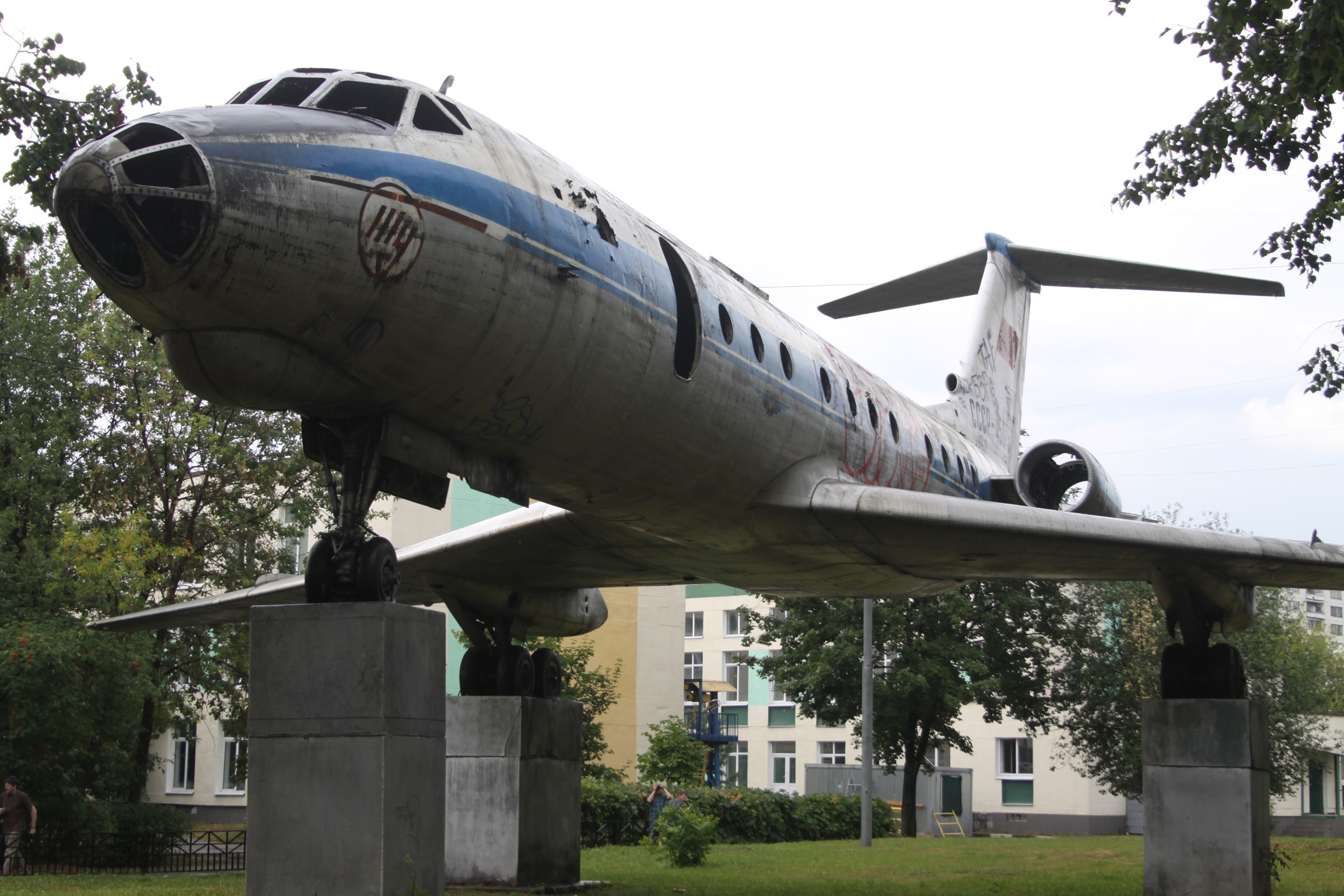
První prototyp Tu-124A (CCCP-45075) v roce 2012

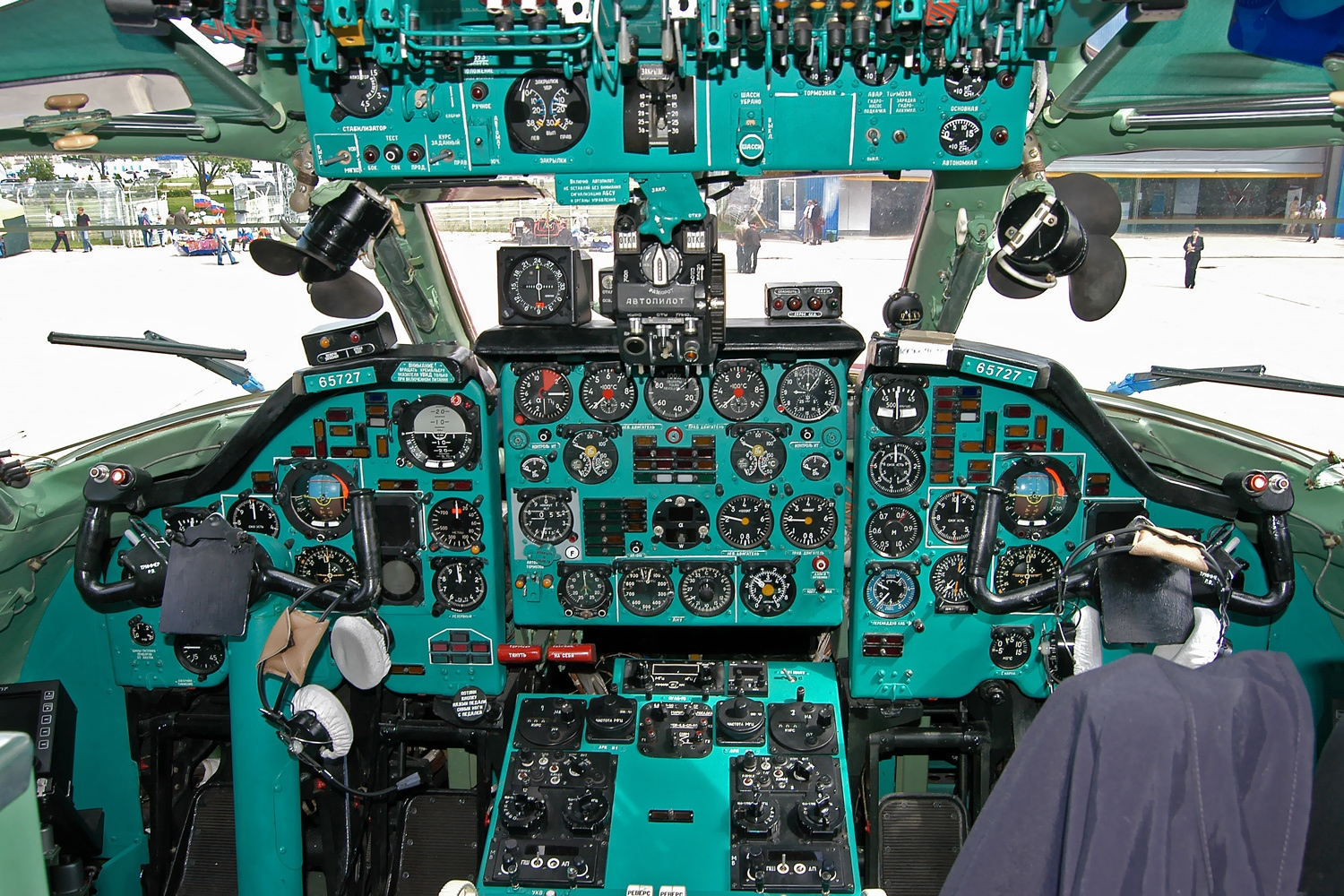
Kokpit stroje Tu-134B-3

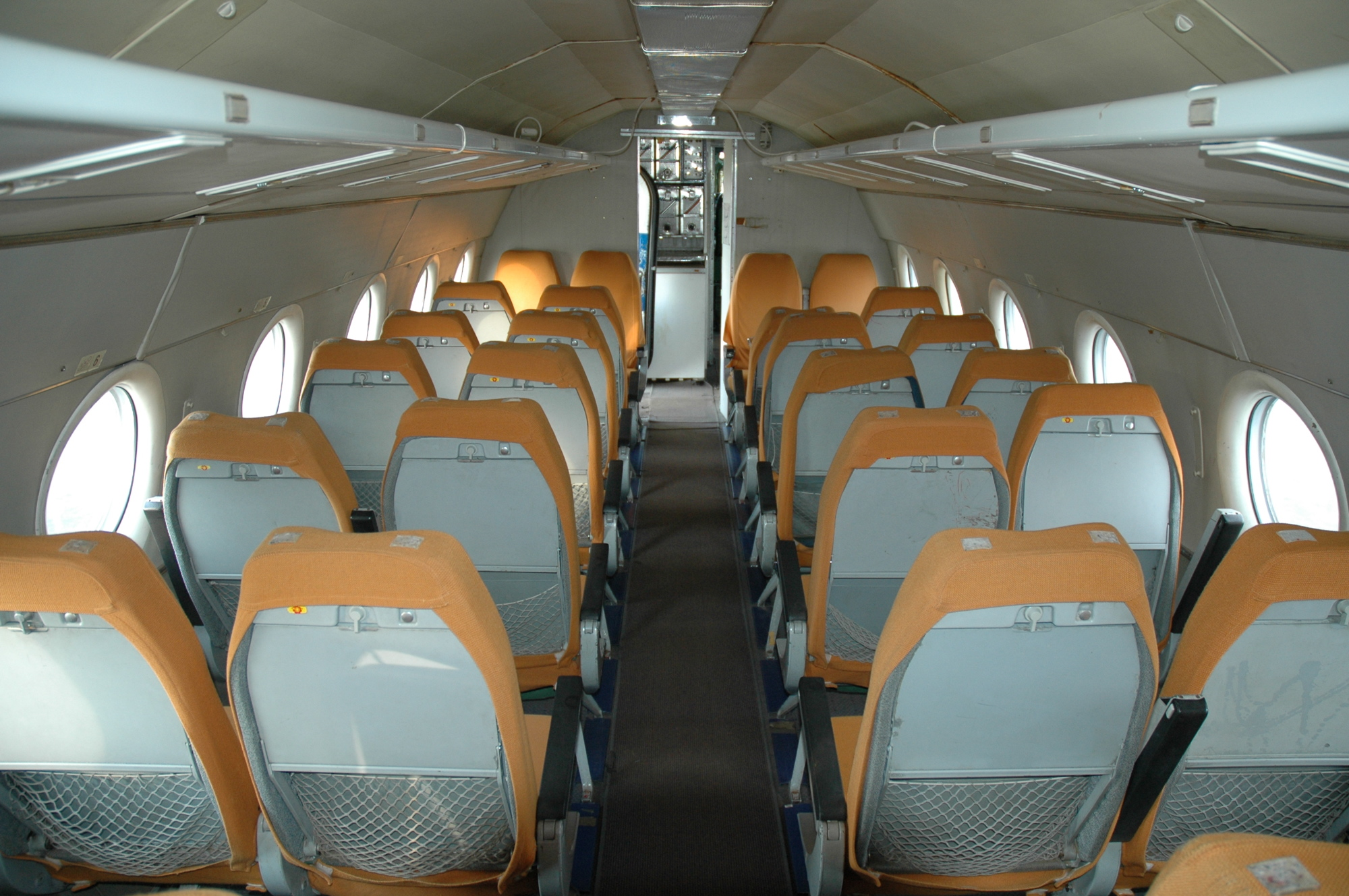
Interiér kabiny pro cestující v Tu-134A-3 společnosti Malév

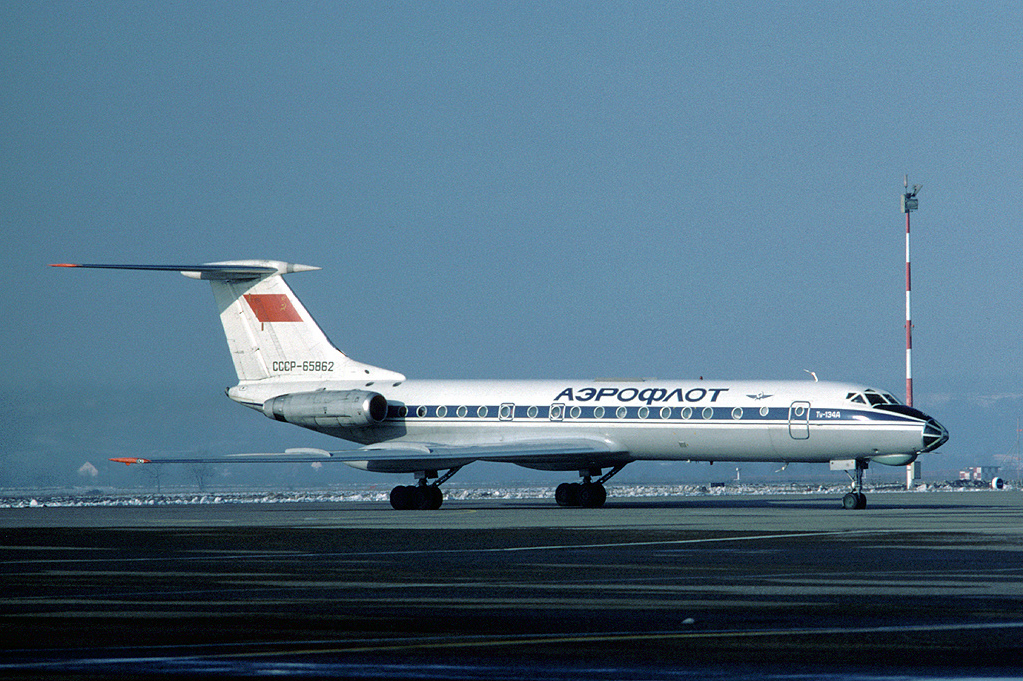
Tu-134A společnosti Aeroflot v Basileji, prosinec 1975

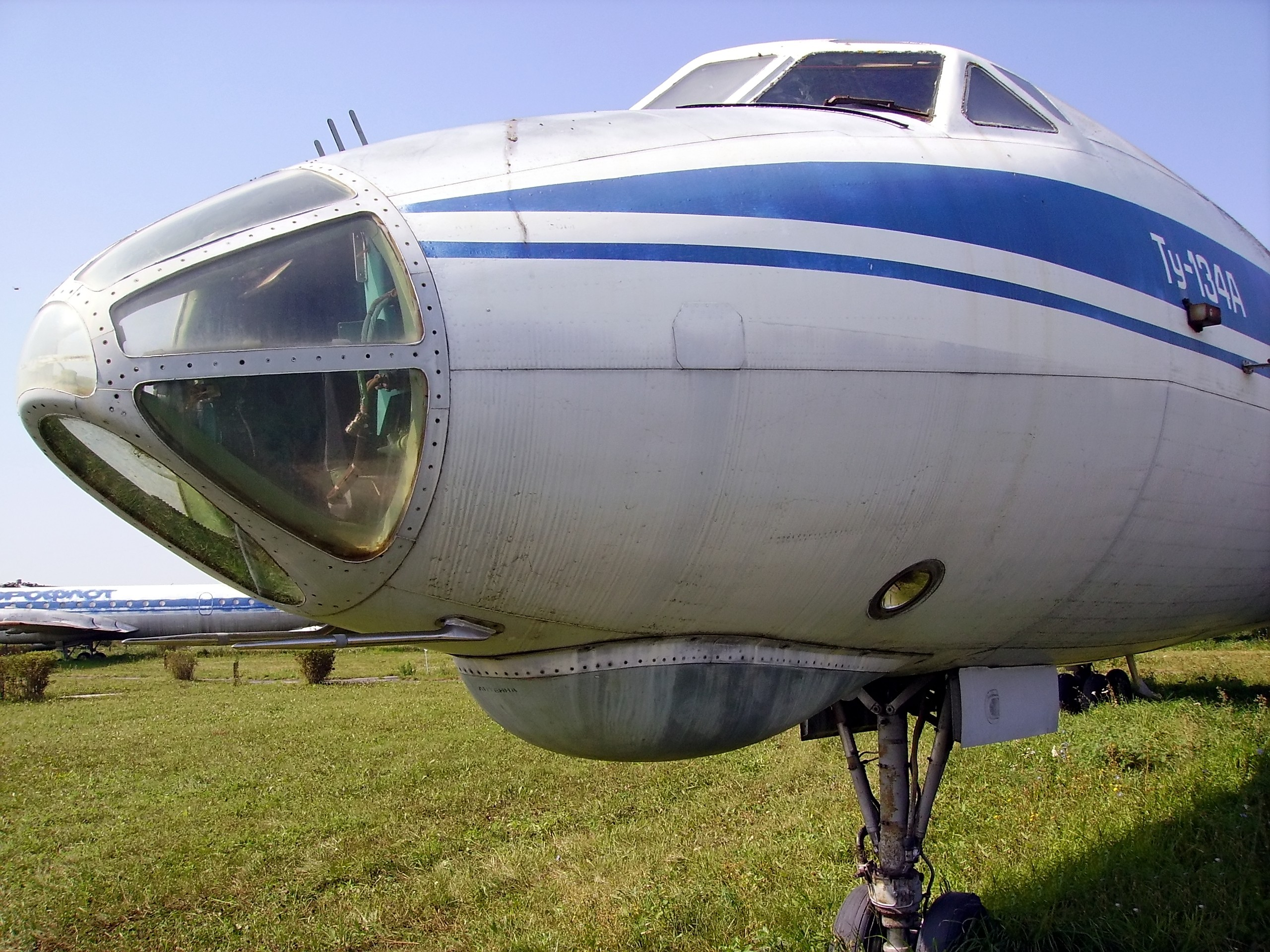
Radar a prosklený nos letounu Tupolev Tu-134A

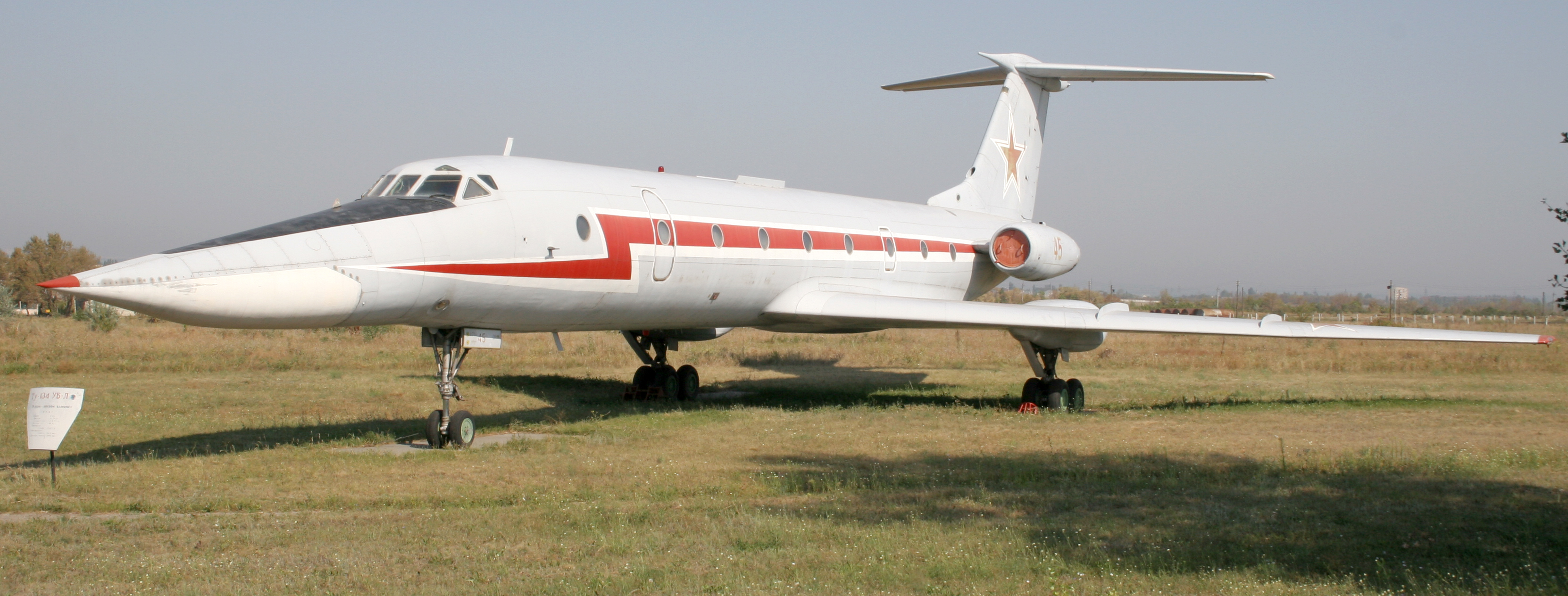
Tupolev Tu-134UBL

Počátky vývoje letounu Tu-134 spadají do počátku 60. let, kdy byl dán požadavek na stroj s kapacitou 40 cestujících, doletem 2 000 km a cestovní rychlostí přes 800 km/h. Dalším požadavkem bylo snížení hlučnosti, což mělo být řešeno umístěním motorů na zádi. Samotný vývoj začal roku 1961 a vycházel z typu Tupolev Tu-124. Bylo však zřejmé, že musí dojít k podstatným konstrukčním změnám. První prototyp s kapacitou 52 až 56 cestujících značený ještě jako Tu-124A (výr. č. 00-00, imatrikulace SSSR-45075), zalétala zkušební posádka Alexandra D. Kaliny 29. července 1963. Pohon zajišťovala dvojice proudových motorů Solovjov D-20P-125.
Dne 9. září 1964 poprvé vzlétl druhý exemplář (00-01, SSSR-45076) se zvýšenou kapacitou 64 sedadel, větší zásobou paliva a vyšší vzletovou hmotností. Ten byl v červnu 1965 předveden na 25. mezinárodním aerosalonu v Paříži. Po dolétání zkušebního programu byly oba prototypy ponechány ve výrobním závodě jako technologické stroje k ověřování systémů a vybavení, které byly následně aplikovány na sériové letouny.
Ověřovací série 15 strojů (5350003, SSSR-65601 a výše) byla v charkovském výrobním závodě ukončena v létě roku 1965. Tyto letouny se od prototypů odlišovaly menšími úpravami v kabině osádky i cestujících s odlišnými servisními dveřmi na pravé straně trupu vpředu. Testování ověřovací série probíhalo v období 1966–1967. Do pravidelného provozu byl typ Tu-134 (SSSR-65600) nasazen 26. srpna 1967, když dopravil 43 cestujících z Moskvy do Murmaňska. Dne 9. září pak vzlétl z Moskvy do Soči. V roce 1968 již Tu-134 zahájil lety na linkách z Moskvy do Varšavy, Helsinek, Bukurešti, Vídně, Curychu, Bělehradu, Bejrútu a Rabatu. Z Leningradu pak tyto stroje létaly do Osla, Stockholmu, Amsterdamu, Kodaně a Londýna. V roce 1969 získalo Tu-134 jako první sovětské letadlo certifikaci dle mezinárodních standardů a přibyly linky do Tunisu, Tripoli, Káhiry a Casablanky. Od ledna 1970 zahájilo kyjevské ředitelství Aeroflotu pravidelný provoz do Vídně, Budapešti a Prahy. Zde přistál poprvé stroj SSSR-65618 dne 10. ledna s 23 cestujícími na palubě. Těchto letounů bylo vyprodukováno 78 kusů.
Druhý prototyp byl v továrně rozebrán a podroben únavovým zkouškám, čímž posloužil při vývoji další varianty Tupolev Tu-134A. Prototyp (SSSR-65567) vzlétl pod velením zalétávacího pilota Nikolaje Charitova v dubnu 1970. Od původní verze se Tu-134A odlišoval prodlouženým trupem o 2,05 m, jehož kabina pojala až 80 cestujících. Další změny se týkaly zesílení draku a podvozku, pro nějž bylo použito kol a brzd převzatých z turbovrtulového dopravního letounu Iljušin Il-18. Díky zvýšení přepravní kapacity a instalaci motorů Solovjov D-30-II se zvýšeným vzletovým tahem na 69,38 kN s vestavěným obracečem tahu a s nižší spotřebou paliva se z letounu stal provozně kvalitní konkurenční stroj s nízkými letovými náklady. Kokpit pro dva piloty s navigátorem v prosklené přídi byl vybaven modernější avionikou. Do zkušebního provozu u Aeroflotu bylo "áčko" nasazeno v listopadu 1970 na spoji z Moskvy do Leningradu.
Připomínky jugoslávské charterové společnosti Aviogenex, která zkoušela Tu-134A (YU-AHS, výr. č. 0350921) od 30. dubna 1970 a československého dopravce ČSA, vedly ke zrušení prosklené přídě navigátora. Jeho pracoviště bylo umístěno mezi piloty a do přídě byla instalována anténa radiolokátoru, která se přemístila z výstupku pod přídí, jenž byl odstraněn. První takto upravený letoun (SSSR-65667) byl v roce 1971 vystaven na aerosalonu v Paříži. Tu-134A (SSSR-65690, nebo -65694) užívalo KGB, ministerstvo obrany pak stroje SSSR-65982 a -6598.
Na přelomu sedmdesátých a osmdesátých let se objevila nová verze označená Tu-134B. Od Tu-134A se odlišovala novou avionikou a některými systémy, zesílenou konstrukcí a upraveným interiérem, který pojal až 82 cestujících. Zároveň s touto verzí představil závod v Permu na západním Uralu novou variantu motoru D-30 III. série se vzletovým tahem zvýšeným na 71,35 kN. Tyto pohonné jednotky se pak začaly uplatňovat zpětně také na již létajících strojích, které se pak označovaly Tu-134A-3 a Tu-134B-3. Letouny s původními motory byly pro odlišení značeny jako Tu-134A-1.
Pro potřeby dopravy vládních činitelů před i po rozpadu SSSR sloužilo mimo jiné i deset Tu-134A-3, provozovaných 235. leteckým oddílem se základnou na moskevském letišti Vnukovo (např. RA-65552, -65557, nebo -65911).
Produkce typu Tu-134 byla ukončena posledním vyrobeným kusem (výr. č. 66380, SSSR-65557, později RA-65557), který montážní halu opustil v prvním čtvrtletí roku 1985. Převzal jej tehdejší 235. speciální letecký oddíl se základnou v Moskvě Vnukovu. Celkem vzniklo přes 720 letounů všech verzí, včetně účelových přestaveb a úprav.
Jednou ze speciálních modifikací bylo osm strojů Tupolev Tu-134A-3 Sch, které od jara 1986 létaly ve Voroněžské oblasti. Typ nesl ve dvou tvarovaných nádržích zavěšených pod centroplánem čidla citlivé aparatury, sledující stav zemědělské půdy, kvalitu obilovin a v zimě množství a rozvrstvení sněhového příkrovu.
V roce 1991 byl zalétán Tu-134BU (UBL) s hrotitou přídí skrývající anténu radaru pro bombardér Tupolev Tu-160. Celková délka stroje se tak zvětšila o 4,82 m. Varianta sloužila k výcviku osádek a kondičnímu létání za účelem šetřit letové hodiny operačních Tu-160. Tři letouny tohoto typu převzal 184. pluk se základnou v Prilukách.
Další specializovanou verzí byl Tupolev Tu-134BŠ s obdobně instalovaným radiolokátorem z letounu Tupolev Tu-22M a s kabinou vybavenou jako učebna pro 12 žáků a dva instruktory. Pod křídlem byly navíc čtyři závěsníky pro atrapy cvičných pum. Jeden stroj převzalo letecké školní středisko v Tambovu.
Tu-134B-3 byla verze s přestavěným luxusním interiérem pro 18 osob britskou firmou Diamonite Aircraft Furnishings Ltd. pro společnost Latcharter (YL-LBB). Stejná firma zmodernizovala také kabiny čtyř Tu-134A-3 maďarského Malévu a tří Tu-134A ČSA.

## Služba

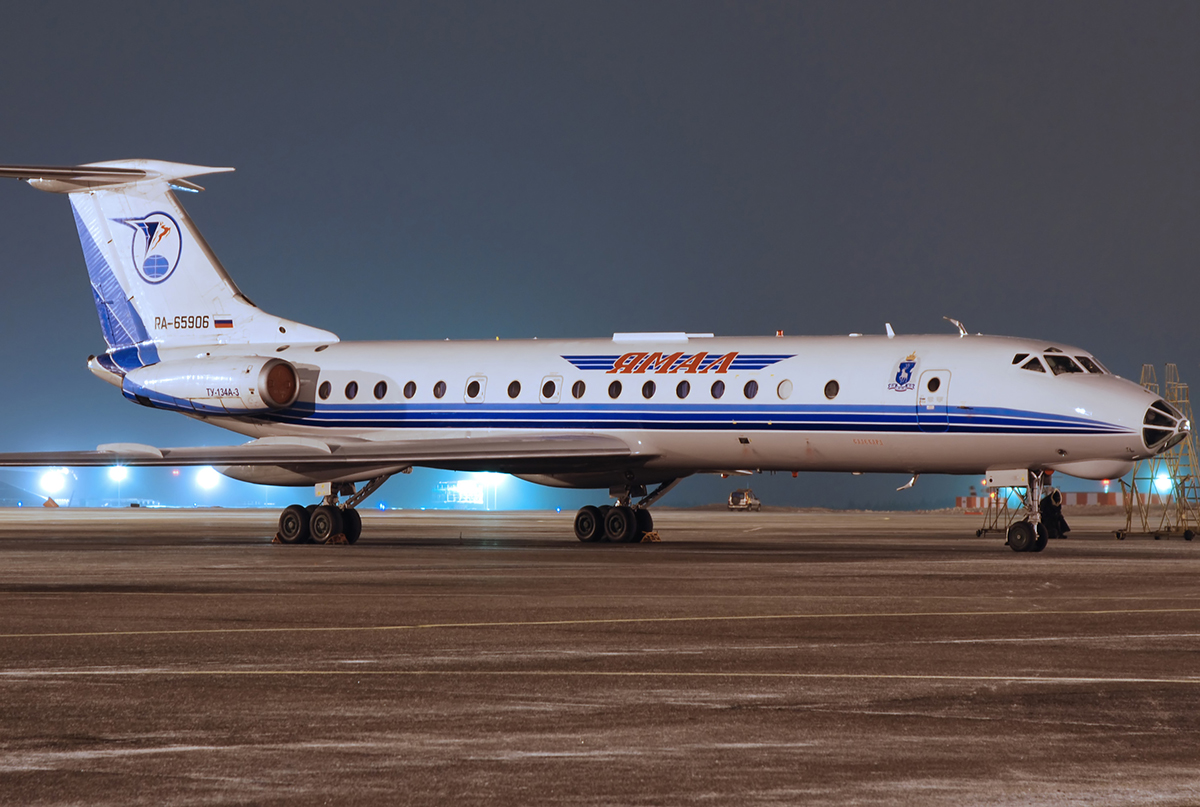
Tu-134A-3 společnosti Yamal Airlines (RA-65906)

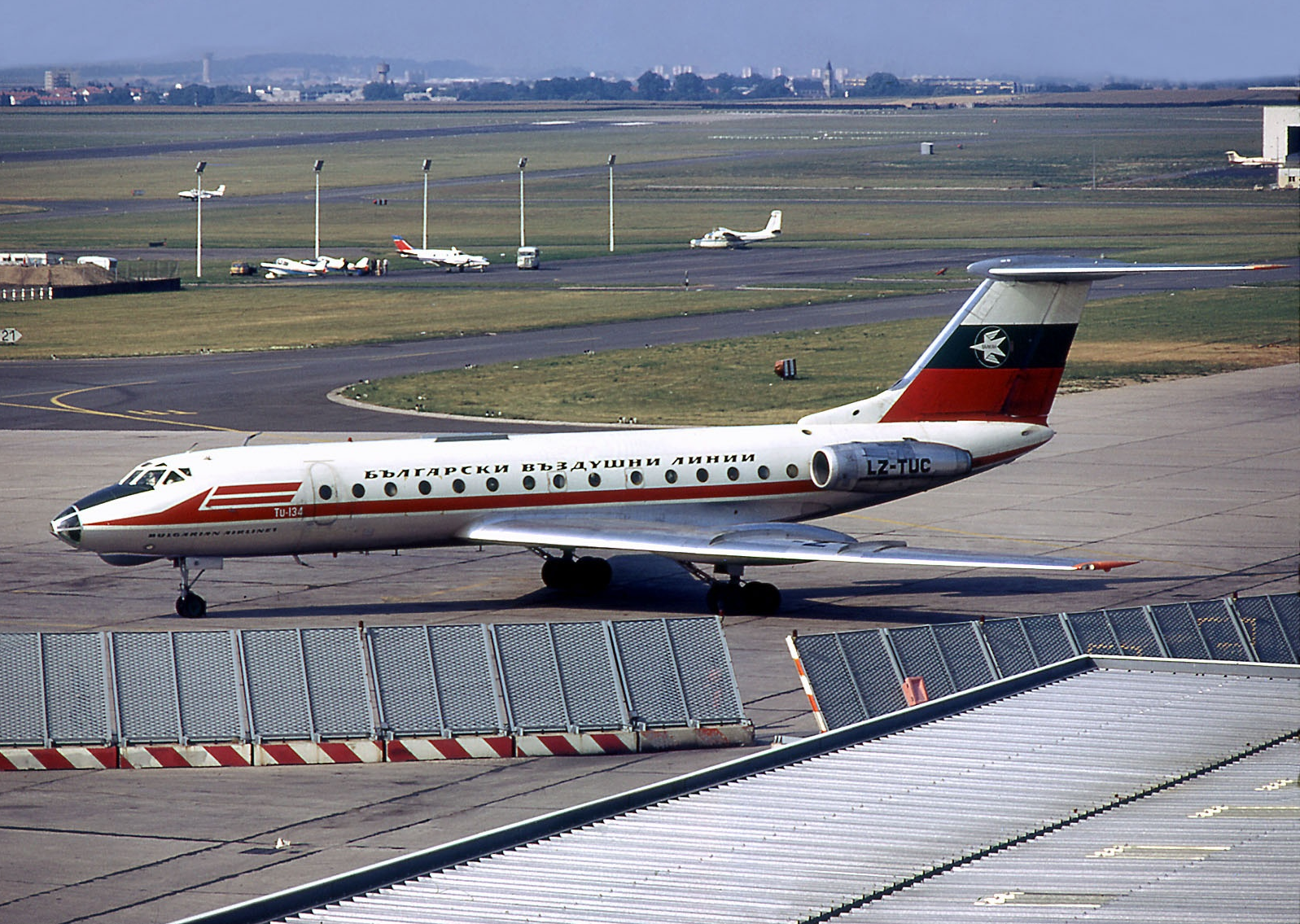
Tupolev Tu-134 společnosti Balkan Bulgarian Airlines na letišti Le Bourget v Paříži, září 1974

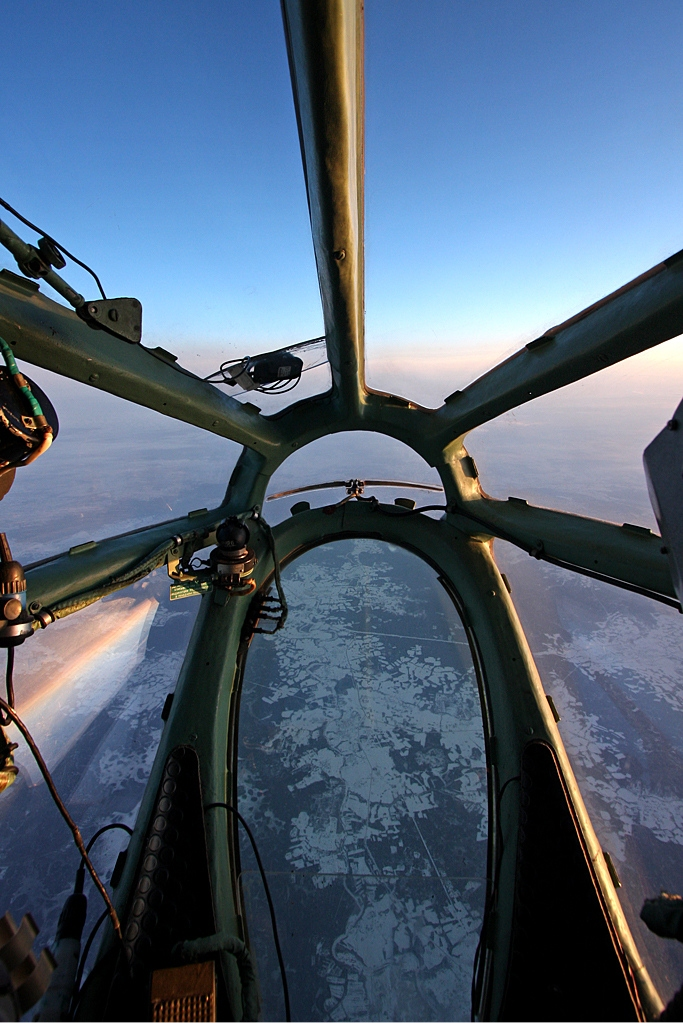
Pohled z nosu Tu-134, 2009

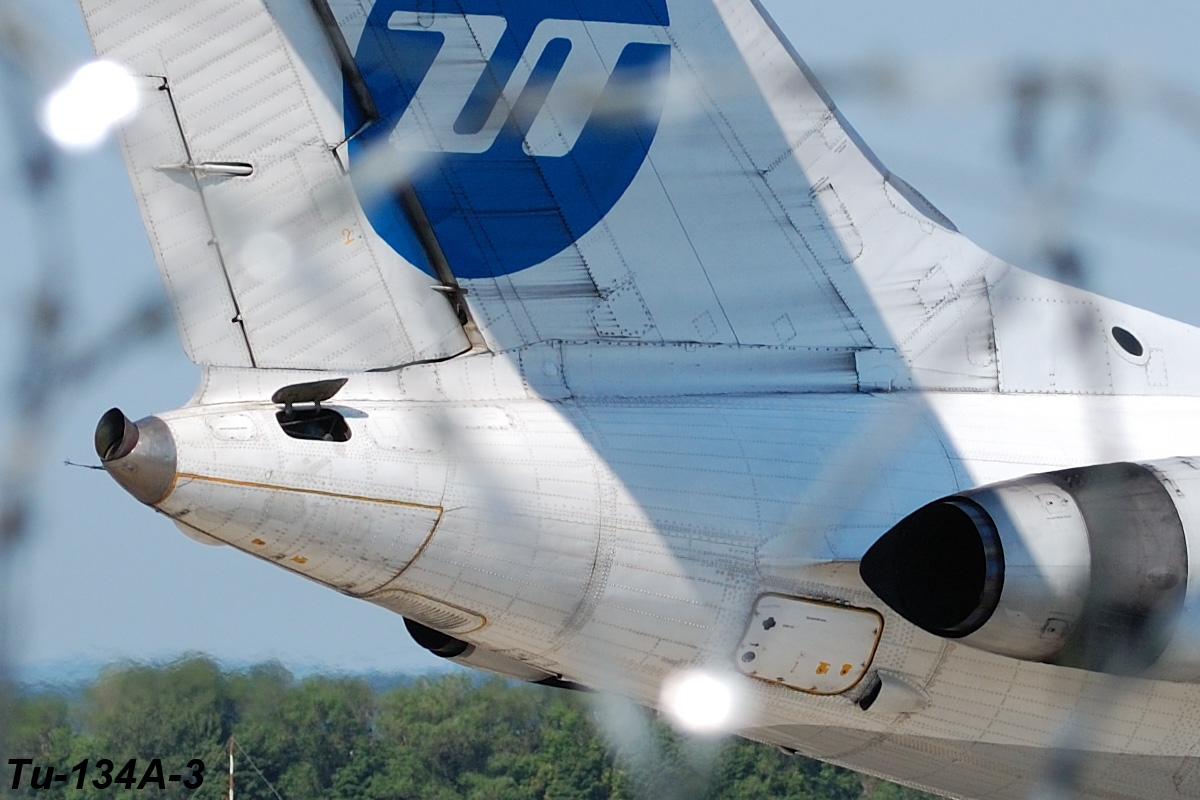
Dobře videtelný výstup jednotky APU na letounu Тu-134

Polský přepravce LOT převzal první Tu-134 (výr. č. 8350602, SP-LGA) 6. května 1968, který o osm dní později vzlétl na lince z Varšavy do Leningradu. Za ním následovaly další čtyři (SP-LGB, -LGC, -LGD a -LGE), které začaly pravidelně létat do Kyjeva (od 1. července 1968), Istanbulu, Prahy (od 2. dubna 1969), Ženevy a Madridu (od 11. května 1970). 29. března 1973 převzal LOT první Tu-134A (výr. č. 3351808, SP-LHA) po kterém následovalo šest dalších strojů (SP-LHB, -LHC, -LHD, -LHE, -LHF a -LHG). Příležitostně byl využíván i letoun SP-LHI (49985), patřící vojenskému letectvu. Polské vládní Tu-134A provozoval 36. pluk Polskich Wojsk Lotniczych se základnou na letišti Varšava-Okecie (Letiště Frédérica Chopina). Za celou dobu se u pluku vystřídaly celkem čtyři letouny, vždy označené čísly 101 a 102. První dva stroje (výr. č. 3352005 a 3352008) byly dodány roku 1973 s ukončením služby v roce 1978, kdy stroje převzal LOT jako SP-LHF a -LHG. Druhá 101 (výr. č. 49909) přiletěla k pluku v červnu 1977 a 102 v červenci. Ta byla v září 1988 předána LOTu.
Bývalý východoněmecký Interflug převzal první Tu-134 (8350502, DM-SCA) na berlínském Schönefeldu 1. října 1968, který byl do 28. února 1969 využíván výhradně k výcviku svých osádek. V tento den byl poprvé nasazen na pravidelnou linku z Berlína do Lipska. 5. února 1969 přibyl do letadlového parku této letecké společnosti druhý Tu-134 (88350503, DM-SCB). Do poloviny roku 1970 vlastnil Interflug sedm strojů.
Bývalá Lidová armáda NDR převzala v prosinci 1969 salonní stroj Tu-134 (9350913, č. 177), který používal pro zahraniční lety fiktivní poznávací značku DM-VBB. Letoun se v roce 1976 dostal k Interflugu jako DM-SCZ. Druhým salonním strojem v NDR bylo č. 182, dodané původně společnosti Interflug jako DM-SCL (1351305). Dne 10. ledna 1973 převzal první "áčko" (3351903, DM-SCI), které létalo na spoji do Moskvy. V roce 1975 vlastnil Interflug již 11 strojů obou verzí, o osm let později pak 18.
Od roku 1977 byly do letectva NDR postupně zařazeny následující letouny Tu-134A: č. 176 (4352206, ex Interflug DM-SCR), č. 181 (35180, s fiktivní poznávací značkou DM-VBC, 9. března 1982 předán Interflugu jako DDR-SDC), č. 184 (63952, po sjednocení země převeden k Luftwaffe) a č. 186 (46155, později u Interflugu jako DDR-SDG). Luftwaffe sjednoceného Německa dostala k užívání celkem tři Tu-134A (63967, 11+10, 63952, 11+11 a 66135, 11+12), které vyřadila v roce 1992.
Maďarské letecké společnosti Malév byl první Tu-134 (8350604, HA-LBA) dodán 22. prosince 1968, který od 1. ledna provozoval linku do Moskvy. Během dalších dvou let převzal Malév další čtyři stroje (HA-LBC, -LBD, -LBE a -LBF), doplněné v roce 1974 i dvěma bývalými vládními letouny, které tehdejší MLR převzala v roce 1973, s přeznačenou imatrikulací na HA-LBG (původně HA-924) a -LBH (HA-925). Později se vládními letouny staly dva modernější stroje Tu-134A (HA-926 a HA-927), které pak opět převzal domácí civilní přepravce jako HA-YSA a -YSB.
1. dubna 1971 byly Malévu dodány první dvě letadla Tu-134A (1351301, HA-LBI a 1351302, HA-LBK), které byly následující den nasazeny na lince do Curychu a Madridu. Dopravce Malév používal ve své flotile celkem šest strojů Tu-134A, sedmý (38050, SSSR-65892) byl v období od 1. dubna 1978 do 24. ledna 1980 pronajat od Aeroflotu.
Bulharský dopravce Balkan převzal první Tu-134 (8350405, LZ-TUA) 11. září 1968 a nasadil jej na spoj ze Sofie přes Brusel do Londýna. Následující rok s typem létal pravidelně rovněž do Prahy. Ve flotile Balkan provozoval dalších šest Tu-134, LZ-TUB, -TUC, -TUD, -TUE, -TUF a -TUO, který byl od roku 1970 do roku 1978 vojenský (výr. č. 0350922, č. 050). Dne 27. března 1971 dostal Balkan první Tupolev Tu-134A (1351209, LZ-TUK) a jako vůbec první provozovatel jej předvedl na pravidelné lince do Prahy 4. dubna 1971. Mezi bulharskými stroji byly rovněž čtyři letouny (LZ-TUG, -TUU, -TUV a -TUZ), provozované od roku 1972 vládní letkou ČSSR. Dalším letounem v parku Balkanu byl Tu-134A LZ-TUP, který po převzetí vojenským letectvem opět nosil trupové číslo 050. V srpnu 1980 se zase jako LZ-TUP vrátil národnímu dopravci. Balkan rovněž používal jeden stroj Tu-134B-3 (LZ-TUT) se salonním interiérem pro vládní potřeby. Dva Tu-134A-3 (5352303, LZ-TUL a 4352307, LZ-TUN) užívala rovněž bulharská letecká společnost Hamus Air.
Jugoslávský dopravce Aviogenex, založený v roce 1969, zpočátku létal se dvěma Tu-134 (9350701, YU-AHH a 9350705, YU-AHI).
24. března 1971 pak převzal první z devíti Tu-134A (1351203, YU-AHX). V devadesátých létech byly Tu-134A vráceny do Společenství nezávislých států a přiděleny ruským leteckým podnikům.
Jeden z letounů Aviogenexu (1351204, YU-AHY) se v roce 1988 dostal do služby tureckého charterového dopravce Nesu Air jako TC-ALV.
Vietnamská společnost Hang Khong Viet Nam provozovala od 1. února 1977 s Tu-134A linku z Hanoje do Ho-Či-Minu (Saigon). V letadlovém parku měla 12 letounů této verze, včetně šesti převzatých od Interflugu a čtveřici Tu-134B-3.
Korejský Chosonminhang, dnes Air Koryo, převzal roku 1983 dva letouny Tu-134B-3 s poznávacími značkami P-813 a P-814.
Turecký Greenair měl do počátku devadesátých let pronajaty dva stroje Tu-134A-3 (66109, TC-GRD, ex SSSR-65914 a 66120, TC-GREC ex SSSR-65915) od 234. speciálního leteckého oddílu z Vnukova. Létal s nimi charterové lety do Evropy.
Letecký dopravce Kaliningrad Avia pronajal 7. května 1993 jeden Tu-134A (0974, RA-65824) maďarskému přepravci Air Service Hungary s imatrikulací HA-LBS.
Syrianair od roku 1982 používal na svých linkách i Tu-134B-3. Tři (YK-AYA, -AYB a -AYD) v salonním provedení a tři (YK-AYC, -AYE a -AYF) ve standardní úpravě pro 76 cestujících.
V sedmdesátých letech používala společnost Iraqi Airways jeden Tu-134 (9350915, YI-AED) pro vládní potřeby.
Egyptský dopravce Pyramid Airlines převzal dne 11. května 1992 do pronájmu od Belavie Tu-134A (60315, RA-65106), následován po ukončení služby v listopadu téhož roku strojem SSSR-65133 (60345).
Prvním jihoamerickým provozovatelem typu se stala v prosinci 1992 peruánská letecká společnost Aero Tumi. Ukrajinskou firmou Katran jí byly na dobu šesti měsíců pronajaty dva stroje Tu-134A (OB-1489 a OB-1490). 24. února 1993 zahájily lety na lince z Limy přes Trujillo do Tarapota. Po ukončení pronájmu byly spolu s dalšími třemi Tu-134A-3 (UR-65092, -65093 a -65123) pronajaty dalšímu peruánskému dopravci Imperial Air, který s nimi 23. července 1993 zahájil provoz na lince z Limy do Arequipy.
Ukrajinské letectvo používalo Tu-134A s červenými čísly 42 a 71. Kromě nich létal pro potřeby ukrajinské vlády salonní Tu-134A-3 (výr. č. 66372, UR-65556).
Vládní letectvo Ázerbájdžánu užívalo Tu-134B-3 (AL-65711), Kazachstánu pak verzi Tu-134A-3 (SSSR-65551). V Angole létal od roku 1977 salonní Tu-134A (49830, D2-ECC), v Mosambiku pak stejný typ (63497, C9-CAA) od roku 1982 až do 19. října 1986, kdy havaroval u Nelspruitu.

### Tu-134 u ČSA

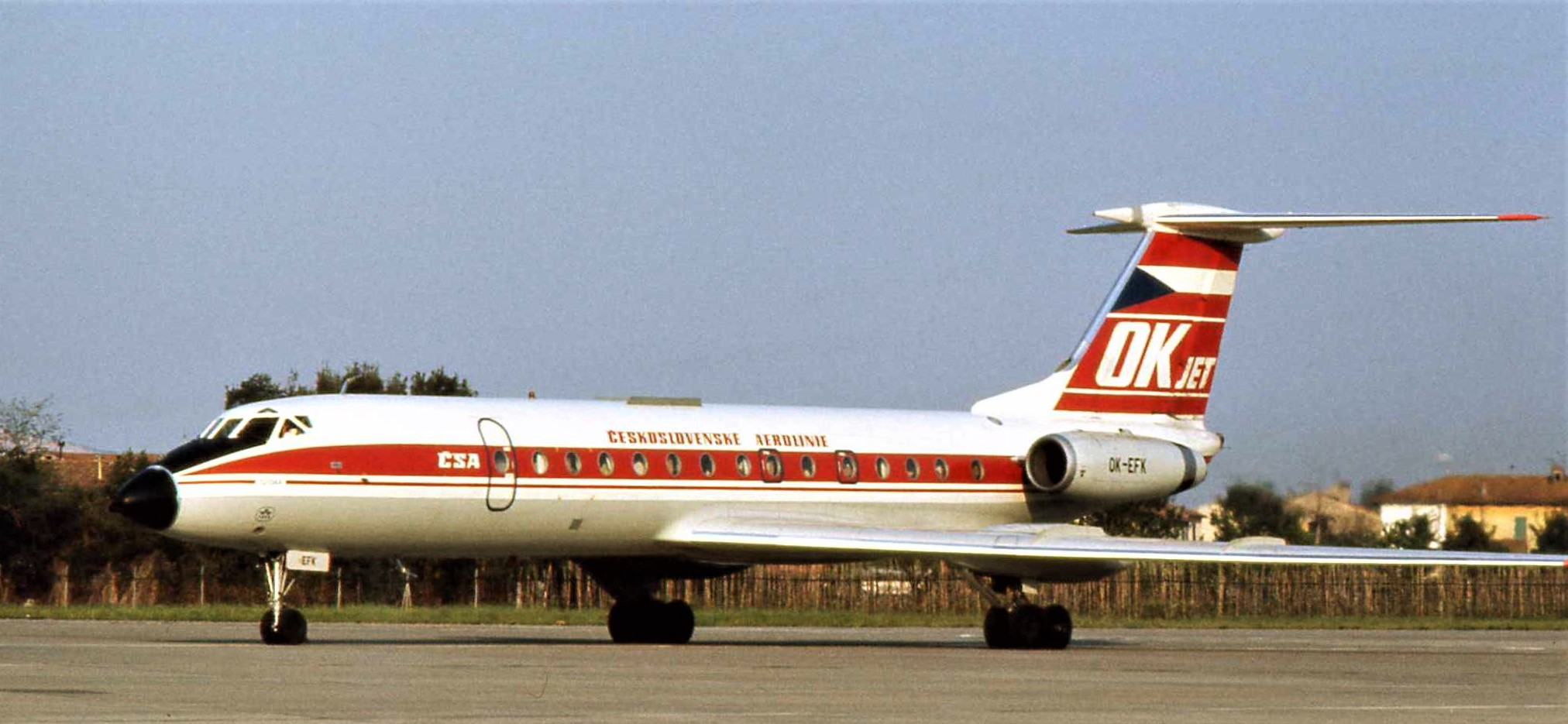
Tupolev Tu-134A (OK-EFK, v.č. 4323130) Československých aerolinií na letišti v Pise, květen 1975

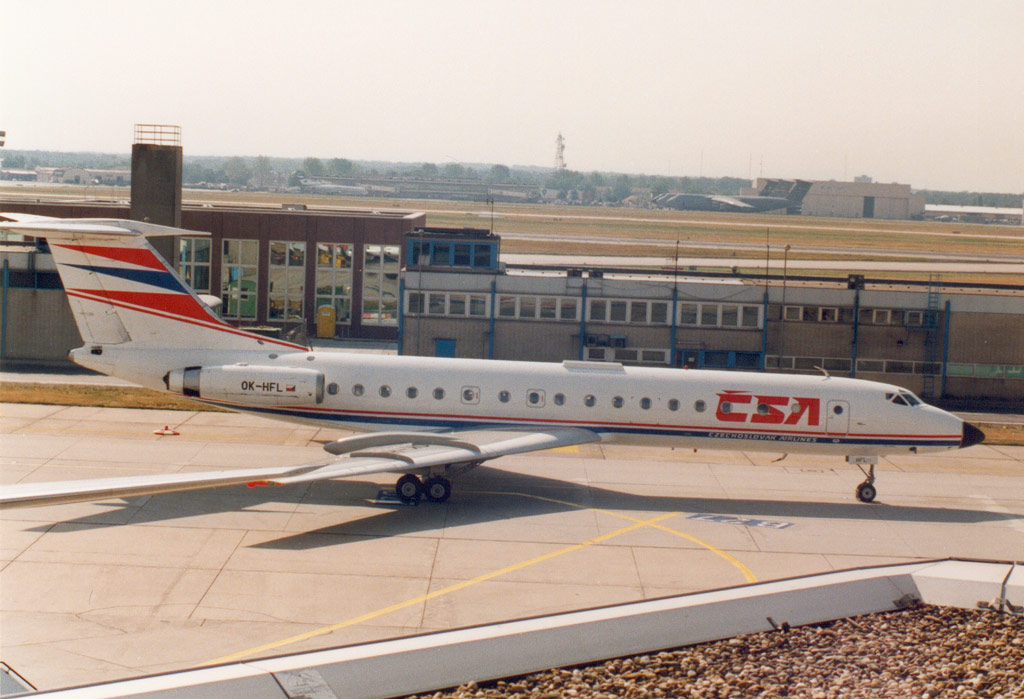
Tupolev TU-134A OK-HFL v roce 1996 ve Frankfurtu

Letouny Tu-134A létaly i u Československých státních aerolinií v celkovém počtu 14 strojů. První byl zařazen k ČSA 29. listopadu 1971 (OK-AFA, v. č. 1351406). K nasazení na linky pak došlo 9. prosince 1971 při letu z Prahy do Bratislavy a zpět, o dva dny později byl OK-AFA vypraven na obchodní let do libyjského Tripolisu. Druhý Tu-134A (1351410, OK-AFB) v barvách ČSA přistál v Praze 9. ledna 1972, který byl o dvanáct dní později nasazen na svůj první komerční let z Prahy do Bratislavy a Košic.
Dne 5. března 1972 pak ČSA převzaly třetí Tu-134A (2351504, OK-CFC), následovaný 10. března čtvrtým strojem OK-CFD (2351505), pátým v pořadí se stal 12. května OK-CFE (2351602) a o sedm dní později ještě OK-CFF (2351603). Další dodávky Tu-134A do Československa následovaly v roce 1973. 15. ledna rozšířil park ČSA letoun OK-CFG (2351701), 22. ledna pak OK-CFH (2351801) a 4. července přistál na Ruzyni OK-DFI (3351908). 20. listopadu 1974 přiletěl do pražské Ruzyně OK-EFJ (4323228) a o dva dny později OK-EFK (4323230). 2. ledna 1977 došlo ve večerních hodinách při přistávacím manévru ke kolizi letounu OK-CFD s Il-18 (OK-NAA). Havárie bez obětí na životech však skončila pro rozsáhlá poškození Tu-134A jeho sešrotováním 30. srpna 1978.
Dne 1. července 1977 ČSA převzaly dvanáctý stroj OK-HFL (7349913) a 22. prosince třináctý OK-HFM (7360142). 6. února 1978 se OK-AFB, letící s osádkou velitele Holka na pravidelné lince z Berlína do Prahy, stal obětí únosu a byl přinucen změnit kurs do Frankfurtu.
Čtrnáctý a poslední letoun Tu-134A (8360282, OK-IFN) pro Československé státní aerolinie byl zároveň stým exportním strojem OKB Tupoleva. Z moskevského letiště Domodědovo byl osádkou velitele M. Trnky přelétnut do Prahy 11. března 1978.
11. října 1987 došlo v Praze po přistání k poškození stroje OK-AFB, letícího na lince z Budapešti. Vzhledem ke stáří letounu bylo rozhodnuto o jeho vyřazení. Po předchozí nezbytné opravě byl dne 5. května 1989 přelétnut osádkou velitele D. Raveaneho do Piešťan, kde byl po příslušných úpravách přeměněn na snack bar. 20. května 1988 provedl poslední let z Varšavy první Tu-134A (OK-AFA) ČSA, který byl po náletu 22 185 hodin 30. listopadu 1988 přelétnut do Minsku. Sovětský letecký zkušební ústav poté tento letoun podrobil únavovým lámacím zkouškám. Stroj Tu-134A OK-CFE se stal 14. prosince 1990 exponátem muzea Airpark v italském Loretu u Ancony.
V období let 1991–92 byly z provozu vyřazeny a následně sešrotovány letouny OK-CFC, -CFF a -CFG, OK-CFH byl přebudován na restauraci v blízkosti brněnské přehradní nádrže (od 10. září 1992 do roku 2000, kdy vyhořel). Stroj OK-DFI byl od února 1994 vystaven v prostorách letiště Aeroklubu Kolín. Po silném poškození větrnou smrští byl rovněž sešrotován.
Následně ČSA provozovala posledních pět exemplářů Tu-134A (OK-EFJ, -EFK, -HFL, -HFM a -IFN). Poslední tři letouny navíc prošly přestavbou interiérů u britské firmy Diamonite.

### Další uživatelé

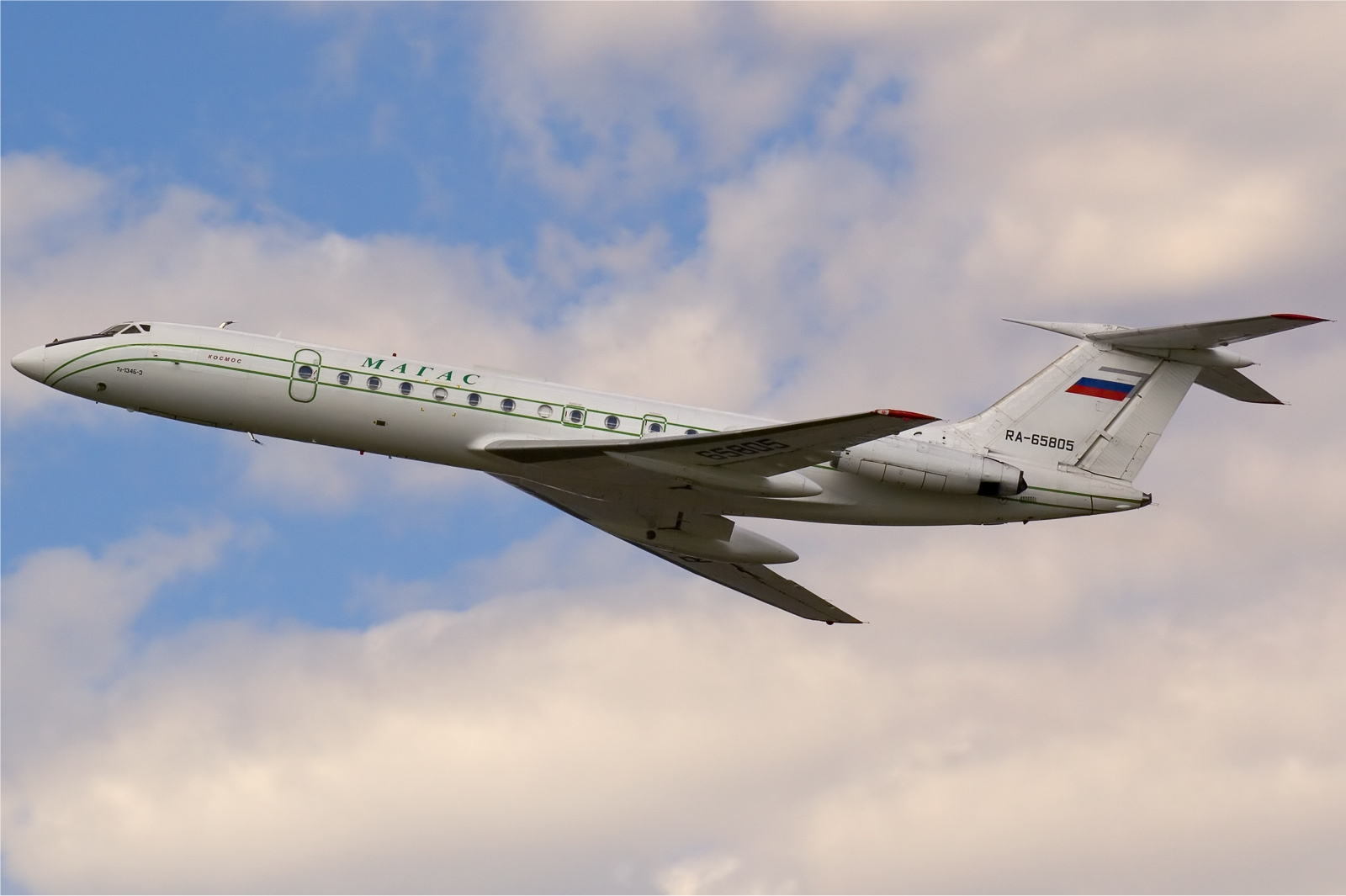
Tu-134 společnosti Kosmos, 2008

Ve stejné době jako ČSA se k převzetí typu Tu-134 připravovali také u tehdejšího Leteckého oddílu federálního ministerstva vnitra a u vojenského letectva.
Pro zajištění dopravy ministra národní obrany a dalších vysokých vojenských činitelů bylo rozhodnuto o zakoupení jednoho Tupolevu Tu-134A v salonní úpravě. 16. prosince 1971 přelétla po předchozím přeškolení na nový typ v SSSR posádka velitele plk. ing. Josefa Mošny do Kbel Tu-134A evidenčního čísla 1407 (výr. č. 1351407). Letoun sloužil u Dopravního leteckého pluku velitelství letectva a PVO v Praze -Kbelích a pro specifické úkoly byla tomuto letounu přidělena rovněž civilní imatrikulace OK-AFD.
Letecký oddíl federálního ministerstva vnitra provozoval v období 1972 až 1983 celkem čtyři stroje , z toho dva v salonní a dva ve standardní úpravě interiéru. První Tu-134A OK-BYQ (1351409) na Ruzyni přistálo 17. ledna 1972 následován salonním OK-BYR (1351408) o dva dny později. Třetí letoun (OK-BYS, 1351503) byl dodán 7. března téhož roku. Primárním úkolem těchto strojů vnitra byla doprava nejvyšších státních činitelů tehdejší ČSSR a státních delegací. V roce 1977 trojici doplnil OK-BYT (49858). Všechny čtyři stroje byly po ukončení služby 26. září 1983 předány bulharskému Balkanu, který nechal přestavět interiér, upravil je na verzi A-3 a uskutečnil další řadu menších úprav.
Dalším uživatelem typu byla v roce 1993 společnost Air Moravia, která si pro charterové lety Tu-134 pronajímala od ČSA.
Od 10. srpna do 12. září 1992 měla Tu-134B-3 (výr. č. 63410, SSSR-65704) pronajatý letecká společnost Ensor Air od dopravce Latvio Latvian Airlines z Rigy. V Lotyšsku pak nosil imatrikulaci YL-LBJ.

## Varianty

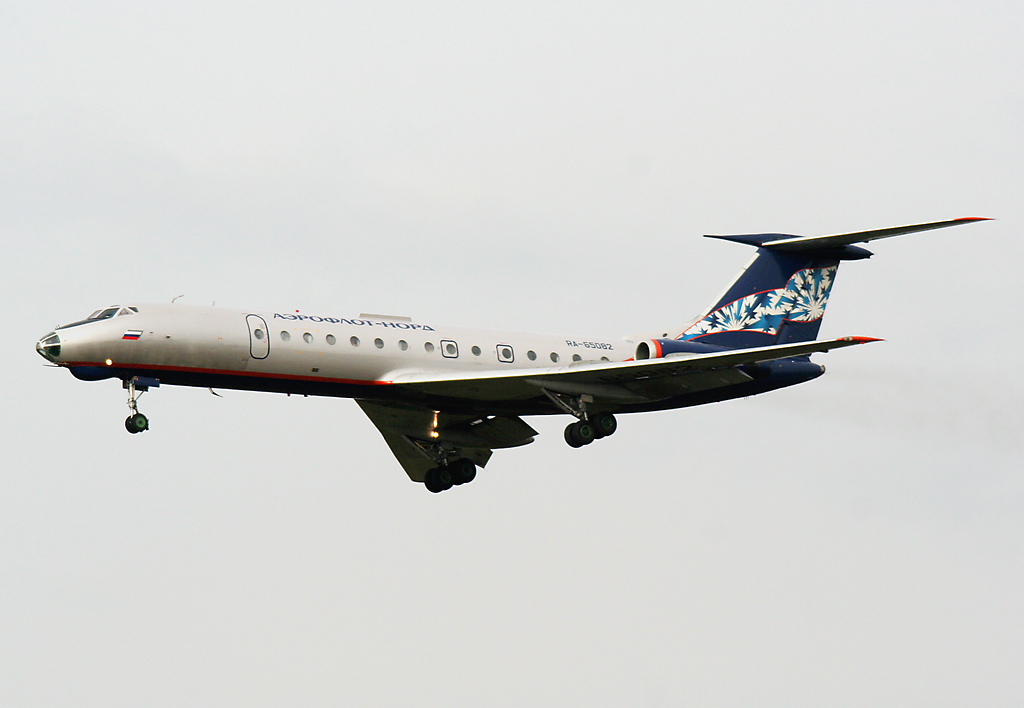
Tupolev Tu-134A-3 společnosti Aeroflot-Nord přistává na letiště Moskva-Šeremetěvo

- Tu-134 – První série měla kapacitu 64 cestujících, později rozšířena na 72 cestujících.
- Tu-134A
- Tu-134A-2
- Tu-134A-3
- Tu-134A-5
- Tu-134B
- Tu-134B-1
- Tu-134B-3
- Tu-134BV
- Tu-134LK
- Tu-134UBL
- Tu-134BŠ
- Tu-134SCh

## Specifikace (Tu-134)

### Technické údaje
- Posádka: 3–4
- Kapacita: 64–72
- Rozpětí: 29 m
- Délka: 34,35 m
- Výška: 9,02 m
- Plocha křídel: 127,3 m²
- Hmotnost prázdného letounu: 27 500 kg
- Maximální vzletová hmotnost: 44 500 kg
- Motor: 2× dvouproudový motor Solovjov D-30 o tahu 64,5 kN

### Výkony
- Maximální cestovní rychlost: 900 km/h
- Cestovní rychlost: 750 km/h
- Dostup: 12 100m
- Dolet: 3 000 km

## Specifikace (Tu-134A)

### Technické údaje
- Osádka: 3–5 + 3–4
- Kapacita: 72–84 cestujících
- Užitečné zatížení: 8 200 kg
- Rozpětí: 29 m
- Délka: 37,1 m
- Výška: 9,02 m
- Nosná plocha: 127,3 m²
- Hmotnost prázdného stroje: 27 960 kg
- Maximální vzletová hmotnost: 47 600 kg
- Průměr trupu: 2,9 m²
- Pohon: 2× dvouproudový motor Solovjov D-30-II, každý o tahu 66,68 kN (14 990 lbf)

### Výkony
- Maximální rychlost: 950 km/h (485 kn, 559 mph)
- Cestovní rychlost: 850–900 km/h (405 kn, 466 mph)
- Dolet: 1 900–3 000 km
- Přeletový dolet: 3 200 km
- Dostup: 12 100 m